# جلبک‌پروری

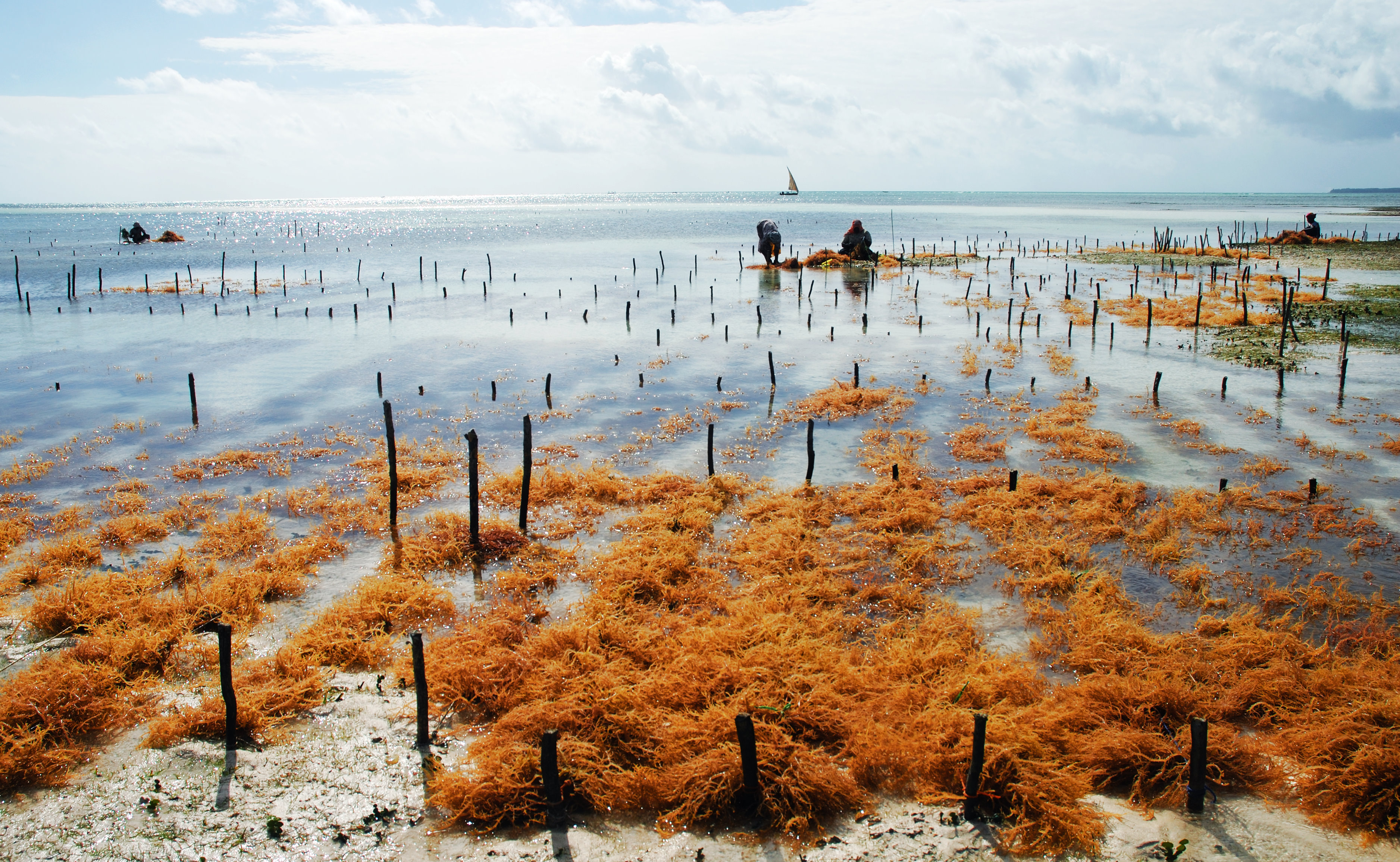
مزرعه جلبک دریایی در اوروآ، زنگبار

جلبک‌پروری یا پرورش جلبک (به انگلیسی: Algaculture)، شکلی از آبزی‌پروری است که شامل پرورش گونه‌های جلبک می‌شود.
اکثر جلبک‌هایی که عمداً کشت می‌شوند، در دسته ریزجلبک‌ها قرار می‌گیرند (که به آنها فیتوپلانکتون، ریزجلبک‌ها یا جلبک پلانکتونی نیز گفته می‌شود). درشت‌جلبک‌ها که معمولاً به عنوان جلبک دریایی شناخته می‌شوند، کاربردهای تجاری و صنعتی زیادی نیز دارند، اما به دلیل اندازه و شرایط خاص محیطی که در آن نیاز به رشد دارند، به راحتی خود را برای کشت مناسب نمی‌دانند (اما این ممکن است تغییر کند، با ظهور پرورش‌دهندگان جلبک دریایی جدیدتر، که اساساً اسکرابر جلبک هستند، از حباب‌های هوای بالا در ظروف کوچک استفاده می‌کنند).

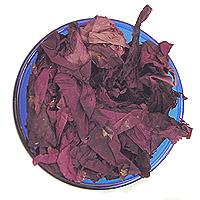
Dulse یکی از بسیاری از جلبک‌های خوراکی است.

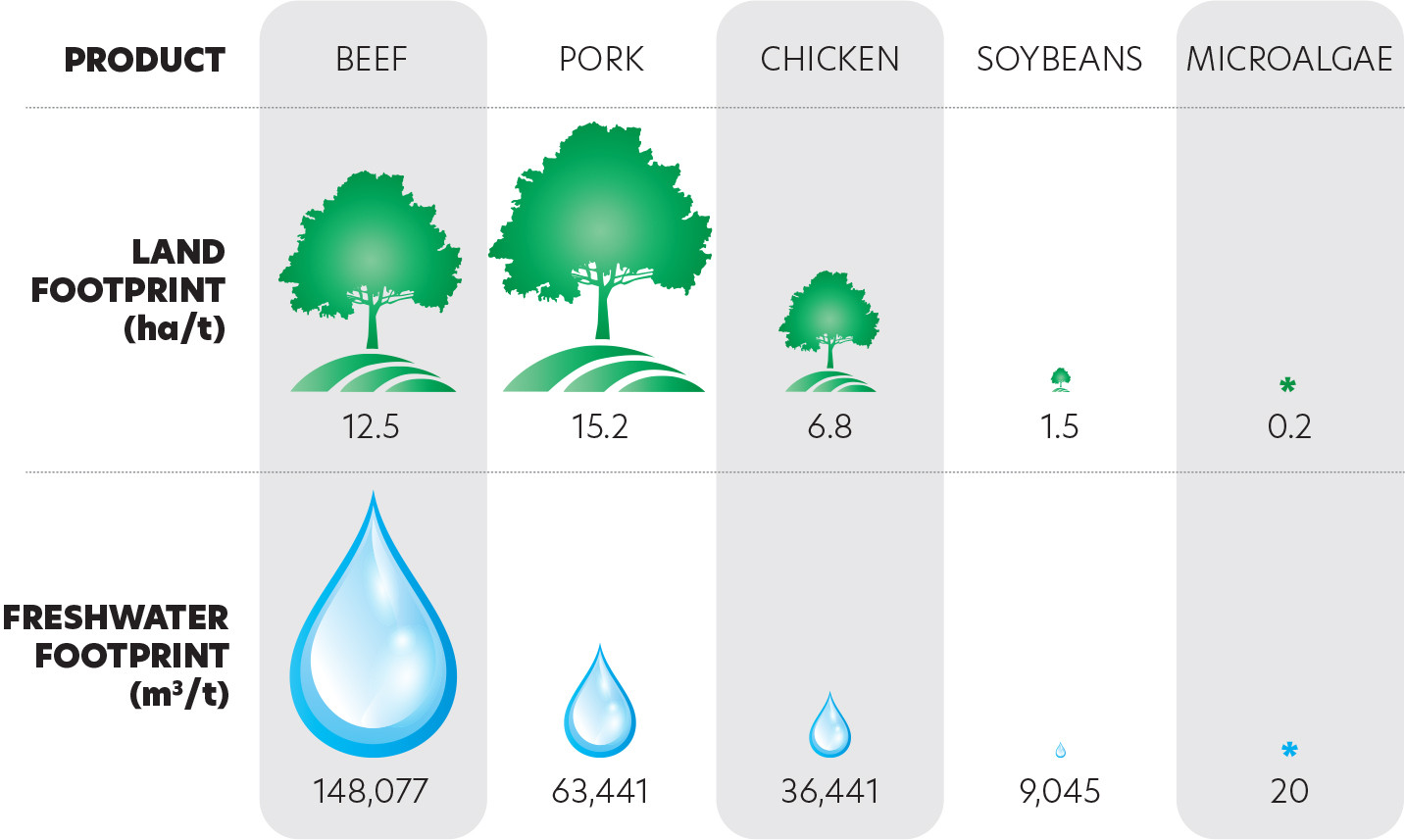
جلبک‌پروری ممکن است به بخش مهمی از یک سیستم غذایی سالم و پایدار تبدیل شود.